# Ерфан Павло Петрович
Павло Петрович Ерфан (нар. 27 вересня 1934, місто Хуст, тепер Закарпатської області) — український радянський діяч, тракторист, ланковий механізованої ланки колгоспу імені Леніна Хустського району Закарпатської області. Депутат Верховної Ради УРСР 7-9-го скликань.

## Біографія
Освіта середня.
З 1950 р. — їздовий колгоспу в Закарпатській області. Служив у Радянській армії.
З 1960 р. — тракторист, з 1970 р. — ланковий механізованої ланки колгоспу імені Леніна міста Хуст Хустського району Закарпатської області.
Потім — на пенсії у місті Хусті Закарпатської області.

## Нагороди
- ордени
- медалі